# Sergei Vasilievich Rachmaninoff

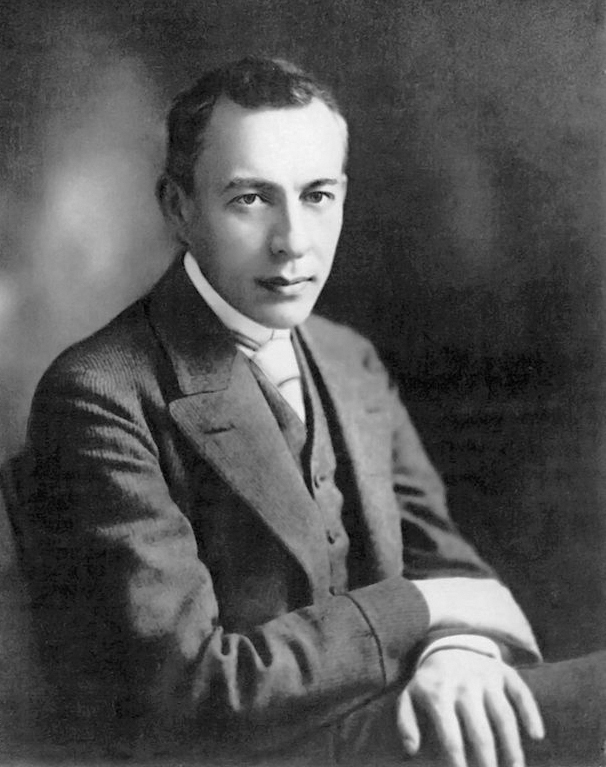
Sergei Vasilievich Rachmaninoff, khi ông 29 tuổi.

Sergei Vasilievich Rachmaninoff hoặc Sergey Vasilyevich Rakhmaninov (tiếng Nga: Сергей Васильевич Рахманинов; 1 tháng 4 năm 1873 tại Novgorod - 28 tháng 3 năm 1943 tại Beverly Hills) là nhà soạn nhạc người Nga, bậc thầy piano và nhạc trưởng vào cuối thời kỳ Lãng mạn. Một số tác phẩm của ông đã trở thành kinh điển trong giai đoạn âm nhạc Lãng mạn.
Sinh ra trong một gia đình có truyền thống âm nhạc, Rachmaninoff được học piano từ khi lên bốn tuổi. Ông tốt nghiệp Nhạc viện Moscow năm 1892, lúc này ông đã sáng tác một số tác phẩm cho piano và dàn nhạc. Năm 1897, sau khi bản Giao hưởng số 1 của ông bị chỉ trích nặng nề, Rachmaninoff rơi vào trạng thái trầm cảm và sáng tác rất ít trong thời gian này. Bốn năm sau, việc trị liệu tâm lý thành công cho phép ông hoàn thành bản Concerto cho piano số 2 vào cuối năm 1901. Tác phẩm nhận được sự đón nhận nồng nhiệt của công chúng và mang lại tiếng tăm cho Rachmanioff. Đến nay, bản Concerto này vẫn được coi là đỉnh cao và là một trong những tác phẩm nổi tiếng nhất của ông. Trong mười sáu năm tiếp theo, Rachmaninoff làm chỉ huy tại Nhà hát Bolshoi, rồi chuyển đến Dresden, Đức và lần đầu tiên lưu diễn ở Hoa Kỳ.
Sau Cách mạng Nga năm 1917, Rachmaninoff và gia đình rời khỏi quê hương. Một năm sau, họ định cư ở Hoa Kỳ, đầu tiên là tại thành phố New York. Lúc này, nguồn thu nhập chính của ông đến từ các buổi biểu diễn piano. Lịch biểu diễn dày đặc khiến Rachmanioff ít có thời gian sáng tác hơn. Trong khoảng thời gian từ 1918 đến 1943, ông chỉ hoàn thành sáu tác phẩm, trong đó có Rhapsody dựa theo giai điệu của Paganini, Giao hưởng số 3 và Vũ điệu giao hưởng. Đến năm 1942, ông chuyển đến sống ở Hillsly Hills bang California do vấn đề sức khỏe. Rachmanioff qua đời vào cuối tháng 3 năm 1943 do bệnh ung thư hắc tố tiến triển, một tháng sau khi nhận được quốc tịch Mỹ.
Ban đầu, các sáng tác của Rachmanioff chịu ảnh hưởng từ những nhà soạn nhạc Nga danh tiếng như Tchaikovsky, Rimsky-Korsakov, Balakirev, Mussorgsky. Dần dần, tác phẩm của ông càng mang đậm dấu ấn cá nhân, nổi bật là giai điệu uyển chuyển, tính biểu cảm và màu sắc của dàn nhạc. Nhà soạn nhạc thường sử dụng piano trong các tác phẩm của mình. Là một bậc thầy piano, Rachmanioff cũng khám phá và nâng tầm cho khả năng biểu cảm của nhạc cụ này.

## Tiểu sử

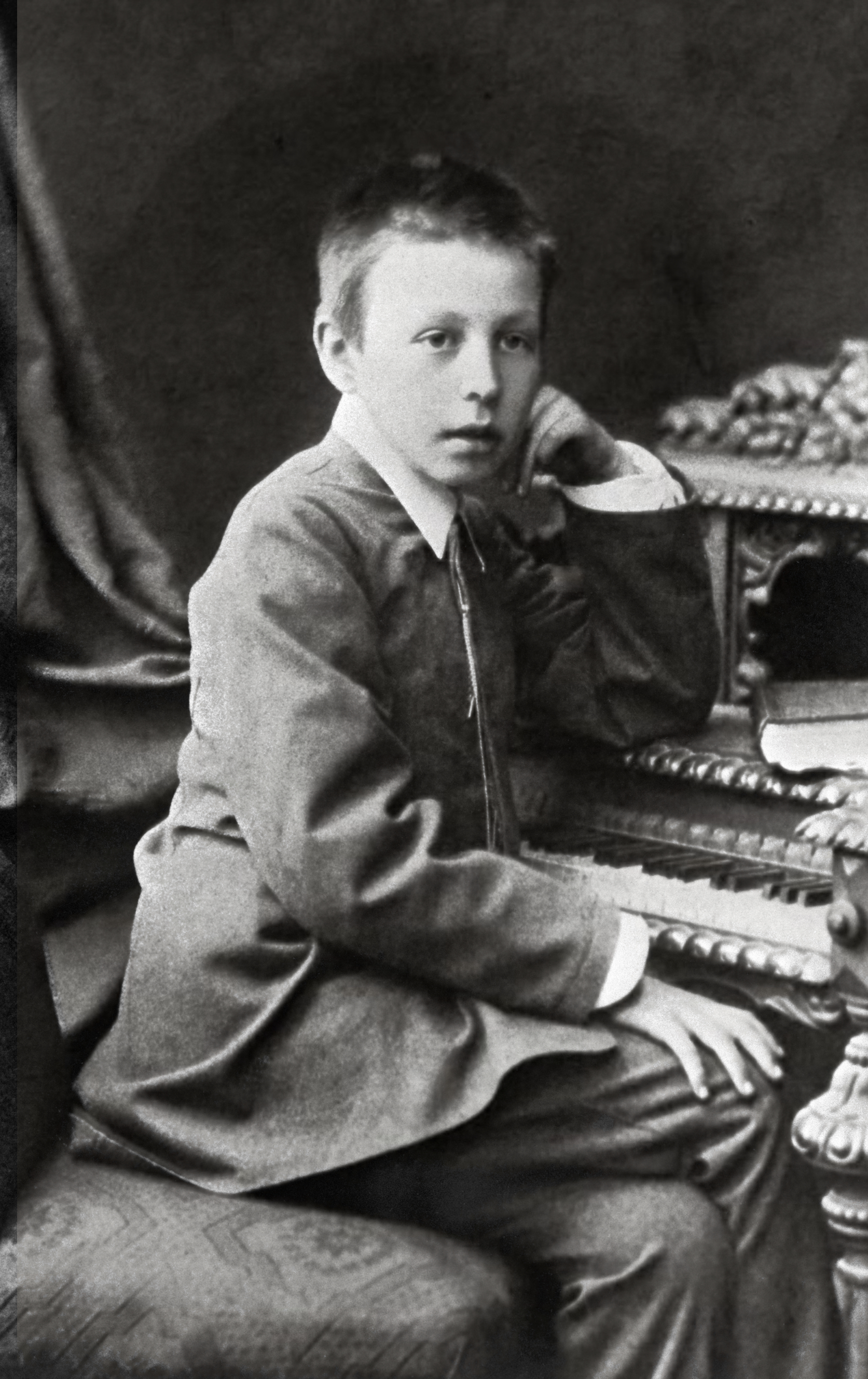
Rachmaninoff, 10 tuổi

Rachmaninoff sinh ngày 1 tháng 4 (lịch cũ: 20 tháng 3) năm 1873 tại Novgorod, tây bắc nước Nga, trong một gia đình quý tộc hậu duệ của người Tatar đã phục vụ Sa hoàng từ thế kỷ 16. Cha mẹ ông, đều là những nhạc sĩ piano không chuyên, dạy ông piano từ khi lên 4. Năm 1882, ông nội Rachmaninoff, Arkady Alexandrovich Rachmaninoff, mời giảng viên Anna Ornatskaya từ Saint Petersburg đến dạy cho tới 2 năm sau, khi căn nhà được bán đi để trả nợ, và gia đình Rachmaninoff chuyển tới Saint Petersburg.
Rachmaninoff theo học tại Nhạc viện Saint Petersburg trước khi một mình tới Moscow theo học tại Nhạc viện hoàng gia Moscow, khi đó ông 14 tuổi. Lớp ông theo học gồm có cả Josef Lhévinne và Alexander Scriabin. Nhờ sự sắp xếp của gia đình, ông sống tại nhà của Nikolai Zverev, giáo viên piano của mình, người mà, ông thừa nhận sau này, đã khiến ông từ một cậu học sinh lười biếng, trở thành một thanh niên làm việc nghiêm túc.
Chàng trai trẻ Rachmaninoff khi đó đã thể hiện khả năng tuyệt vời của mình trong cả ngành Piano lẫn ngành Sáng tác (giảng viên là Anton Arensky), và khi còn là sinh viên, vở opera ông viết, Aleko, đã đem lại cho ông giải xuất sắc trong ngành Sáng tác. Sau đó Rachmaninoff sáng tác tiếp bản Piano concerto số 1 và tổ khúc piano Morceaux de fantaisie (Op.3, 1892). Tổ khúc trên bao gồm bản Prelude in C-sharp minor được bán rất chạy, và Rachmaninoff trở nên nổi tiếng cả ở Nga lẫn phương Tây. Tuy nhiên việc phải chơi lại bản Prelude đó quá nhiều vì khán giả yêu cầu diễn thêm sau mỗi buổi diễn làm ông mệt mỏi. Thậm chí những năm sau đó khi được khán giả yêu cầu "encore", đôi khi ông phải khăng khăng rằng không thể nhớ bài đó! Cho dù vậy, sau này ông viết thêm 2 bộ Prelude nữa, hoàn tất bộ 24 Preludes của mình.
Nikolai Zverev dần dần không thể đáp ứng đủ nguyện vọng trở thành nhà soạn nhạc của Rachmaninoff, sau đó ông theo học Alexander Siloti, một trong những học trò xuất sắc của Franz Liszt, đồng thời cũng là anh họ của ông.

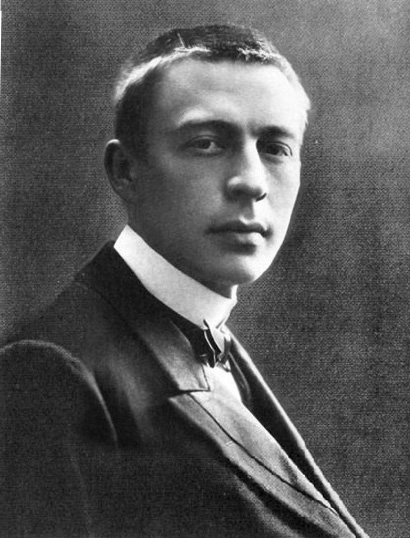
Rachmaninoff, 1892

Sau khi tốt nghiệp Nhạc viện, Rachmaninoff gặp nhà soạn nhạc Tchaikovsky, sau này ông trở thành người hướng dẫn và góp ý cho Rachmaninoff. Tchaikovsky giao cho chàng thanh niên Rachmaninoff chuyển soạn lại bản ballet The sleeping beauty sang piano. Ban đầu công việc này được đề nghị với Siloti nhưng ông từ chối và gợi ý rằng Rachmaninoff mới là người thích hợp. Sau đó ông xem lại và góp ý cho bản chuyển soạn của Rachmaninoff, một trong số rất nhiều những bản chuyển soạn rất đẹp được Rachmaninoff viết trong sự nghiệp của mình.

## Giai đoạn khủng hoảng - Writer's block
Tchaikovsky mất năm 1893, đây là một sự mất mát to lớn đối với Rachmaninoff. Ngay sau đó ông đặt bút viết bản Trio élégiaque để tưởng nhớ Tchaikovsky, bày tỏ sự đau khổ của mình bằng sắc thái trĩu nặng trong bản nhạc. Bản Symphony số 1 (op.13, 1896) của ông được trình diễn ngày 28 tháng 3 năm 1897 trong một chương trình hòa nhạc giao hưởng dài kỳ ở Nga. Buổi diễn được chỉ huy bởi Alexander Glazunov. Theo Natalia Satina, sau này trở thành phu nhân của Rachmaninoff, Glazunov lúc đó đã không tận dụng được thời gian diễn tập, và thậm chí "có thể Glazunov - một người mê rượu có tiếng - đã say xỉn trước buổi diễn". Và như một hậu quả tất yếu, bản giao hưởng đầu tiên của Rachmaninoff lập tức phải nhận những chỉ trích gay gắt từ giới phê bình.
Điều này làm ông rơi vào trạng thái túng quẫn và trầm cảm nặng nề, và gần như không sáng tác được gì thêm. Sau đó, cùng năm 1897, ông được mời làm trợ lý cho dàn nhạc của Sarwa Mamontof, một nhà công nghiệp và cũng là một người yêu nghệ thuật có tiếng ở Nga, và Rachmaninoff nhận lời. Tại dàn nhạc ông gặp giọng basso Feodor Chaliapin, sau này trở thành một người bạn tri kỷ của ông. Trong thời gian 1 năm làm việc tại đây, ông học hỏi kỹ năng chỉ huy từ nhạc trưởng người Ý Eugenio Esposito, và có nhiều buổi trình diễn thành công. Tuy nhiên do công việc của dàn nhạc làm ông trở nên quá bận rộn suốt 12 tiếng một ngày và không thể sáng tác, ông từ chối tiếp tục công việc năm 1898. Trong giai đoạn này ông có tình cảm với pianist Natalia Satina, cũng là em họ của ông. Giáo hội chính thống Nga và gia đình cô gái cực lực phản đối chuyện hôn nhân của hai người, điều này càng làm Rachmaninoff trở nên phiền muộn hơn.
Vào tháng 1 năm 1890, Rachmaninoff và Chaliapin được một người bạn của gia đình Satin, công nương Alexandra Lieven, giới thiệu tới Yasnaya Polyana, tư trang của văn hào Lev Tolstoy, người mà ông cực kỳ ngưỡng mộ. Tại đó Rachmaninoff trình diễn một vài tác phẩm của mình, và song tấu với Chaliapin bài "Fate", một trong số những sáng tác ít ỏi của ông sau bản Sỵmphony số 1. Tác phẩm này được sáng tác dựa trên 2 ô nhịp đầu bản Symphony no.5 trứ danh của Beethoven. Cuối buổi diễn, Tovstoy gọi ông ra và nói thẳng thừng "Nào, có ai cần thứ âm nhạc này đâu. Tôi phải nói với bạn điều này, tôi hoàn toàn không thích buổi diễn này chút nào". Ông tiếp "Beethoven chả là gì cả. Pushkin và Lermontov cũng thế". Sophia Andreyevna, vợ của Lev Tolstoy, thì thầm "Đừng tranh cãi với Lyovochka (chỉ Lev Tolstoy), không nên kích động ông ấy".
Ý kiến của Lev Tolstoy mang nặng tính chủ quan, do ông có những quan điểm rất riêng về nghệ thuật. Ông cho rằng nghệ thuật đương thời đã và đang sa sút, làm cho những nghệ sĩ thời đó đều lầm đường lạc lối (Quan điểm này được đưa ra trong tác phẩm "Nghệ thuật là gì - What is art", 1897). Dù sau đó, ông đã nói "Bỏ qua cho tôi, tôi không có ý làm tổn thương bạn", nhưng hiển nhiên lời phê bình của ông đã ảnh hưởng xấu đến tâm trạng của Rachmaninoff. Và từ đó ông không tới Yasnaya Polyana nữa, dù hằng năm Sophia Andreyevna vẫn mời. Rachmaninoff trở nên chán nản đến mức không thể hoàn thành, thậm chí bắt đầu, một tác phẩm nào cả. Gia đình Satin và bác sĩ Grigori Grauerman, một người bạn của gia đình, thêm lo lắng và quyết định cải thiện tình hình. Và năm đó, Rachmaninoff được giới thiệu trị liệu với bác sĩ thôi miên trị liệu Nikolai Dahl, trước đó đã thành công trong việc điều trị cho Varvara Satina, dì của ông.

## Giai đoạn hồi phục
Từ tháng 1 tới tháng 4 năm 1890, Rachmaninoff điều trị với bác sĩ Dahl mỗi ngày. Bản thân Nikolai Dahl cũng là một nhạc công không chuyên. Và những lời động viên không mệt mỏi của ông đã có hiệu quả thần kỳ, dù không tức thời. Vài tháng sau đó, Rachmaninoff đặt bút viết tặng bác sĩ Dahl một trong những tác phẩm sau này trở nên nổi tiếng nhất của mình, bản Concerto no.2, op.18, hoàn thành vào năm 1901. Buổi công diễn ra mắt của tác phẩm này, với chính Rachmaninoff là solo pianist, được đón nhận nồng nhiệt và trở thành một trong những bản concerto được các pianist trình diễn nhiều nhất sau này.
Hạnh phúc tiếp tục đến với Rachmaninoff, sau 3 năm hẹn ước, ông được gia đình Satina chấp thuận gả cưới Natalia Satina. Hôn lễ được cử hành tại một vùng ngoại ô Moscow bởi một linh mục tuyên úy vào này 29 tháng 4 năm 1902, sử dụng gốc gác gia đình Satina để che mắt Giáo hội Chính thống (lúc đó vẫn phản đối cuộc hôn nhân này). Rachmninoff có hai con gái, Irina và Tatyana Sergeyevna Rachmaninoff, và cuộc hôn nhân của hai người êm ấm tới tận khi Rachmaninoff qua đời. Vợ ông, Natalia Rachmaninova, mất năm 1951.
Sau một số buổi diễn thành công, Rachmaninoff được mời làm nhạc trưởng cho nhà hát Bolshoi vào năm 1904. Do một số nguyên nhân chính trị, ông từ chức vào tháng 3 năm 1906 và đến sống tại Italia tới tháng 7. Suốt 3 năm sau, ông nghỉ đông và tiếp tục sáng tác tại Dresden, Đức; và trở lại tư trang tại Ivanovka mỗi mùa hè.
Năm 1909, ông lưu diễn lần đầu tại Mỹ, và sáng tác bản Concerto no.3, op.30, nhân sự kiện này. Những buổi diễn thành công tại đây làm ông trở nên nổi tiếng tại Mỹ, nhưng vì một lý do nào đấy, sau đó ông từ chối mọi lời mời lưu diễn lại tại Mỹ, tới tận khi ông di cư sang Mỹ năm 1918.

## Media
- Trục trặc khi nghe? Xem hướng dẫn.